# Robinson 77
Robinson 77, anteriormente denominado SIA  Building, es un rascacielos construido en el Distrito financiero de Singapur. Está situado en el número 77 de Robinson Road, justo al lado de rascacielos DBS Building, con el que forma un único complejo. El Edificio SIA fue el edificio insignia de la compañía Singapore Airlines, las líneas aéreas de Singapur. La sede de la aerolínea no se encuentra en este edificio, sino que se ha trasladado a la localidad de Changi, próxima al Aeropuerto Internacional de Singapur.
El edificio tiene una superficie total de unos 27 400 m², y cuenta con más de 180 plazas de estacionamiento.

## Historia

### Diseño y construcción
El edificio SIA fue diseñado por Obayashi Gumi Corporation y SAA Partnership, y la ingeniería estructural de la construcción fue realizada por T. Y. Lin International. Las obras se iniciaron en 1994 y se vieron acabadas cuatro años después, en 1998. Otras empresas implicadas en el desarrollo del proyecto de Singapore Airlines fueron PCR Engineers Private Limited, PCR Engineers Private Limited, Rider Hunt Levett & Bailey, Levett & Bailey Chart, y Quantity Surveyors Ltd.

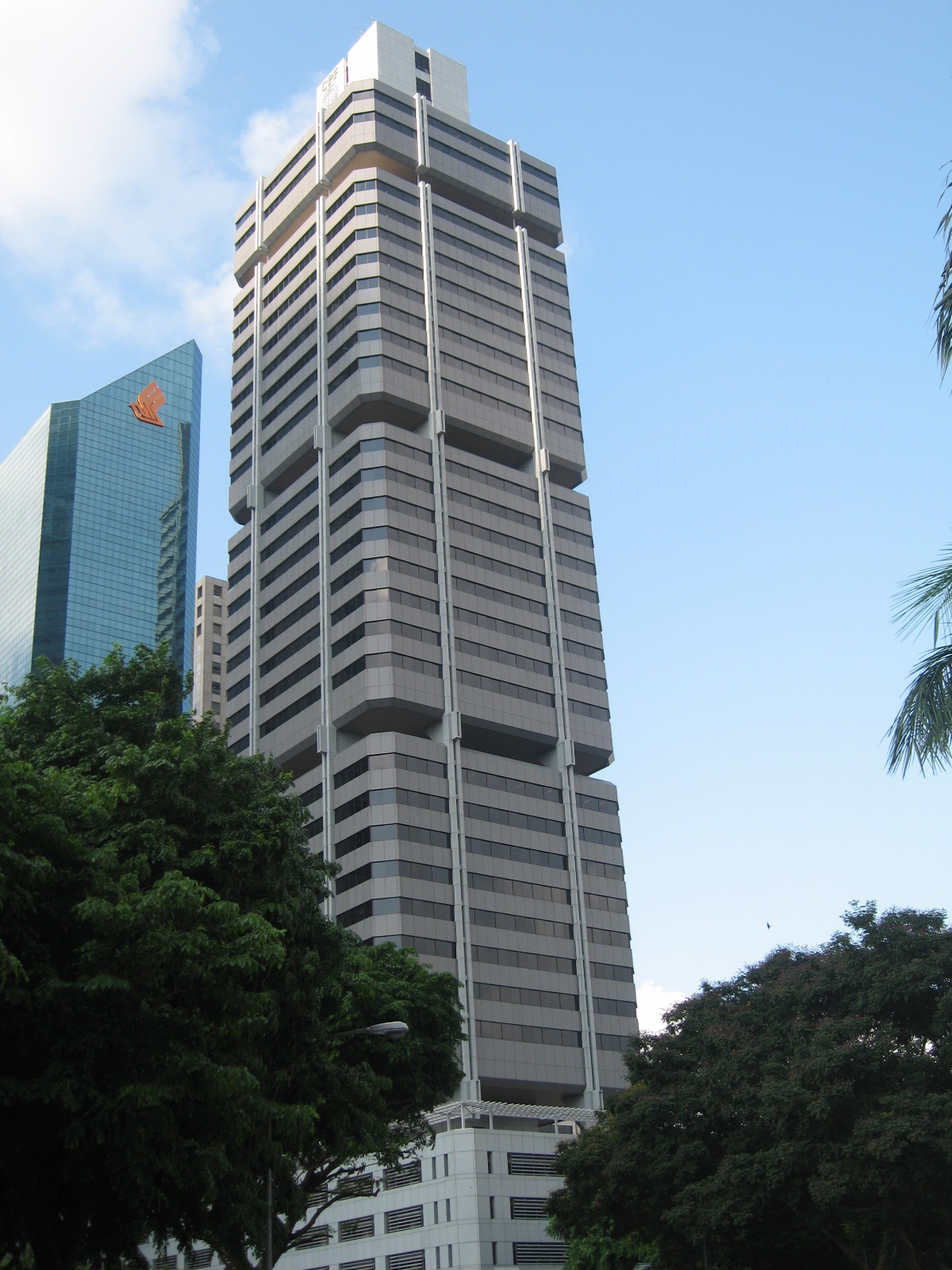
Rascacielos Robinson 77, con su característico diseño de aleta de cola (izquierda), junto al rascacielos CPF

El rascacielos Robinson 77 fue uno de los primeros grandes edificios de Singapur, con su exterior hecho de vidrio y acero. Se trataba de hacer un edificio insignia para las líneas aéreas más importantes de Singapur, que incluso lleva el logotipo de la compañía en la entrada del edificio. Además, el techo del edificio también incorpora un diseño de aleta trasera, similar al de un avión.

### Venta del edificio
En 2006, la compañía Singapore Airlines vendió el edificio a TSO Investment, que es un fondo inmobiliario administrado por CLSA Capital Partners. Se pagó un precio aproximado de S$ 343.9 millones, lo que equivale a unos $ 1.165 dólares por pie cuadrado. Según la compañía, la venta fue "en línea con la estrategia de negocio no-core". Se valoró en 118,8 millones de dólares entonces. SIA posteriormente utilizó el producto de la venta para la inversión y el crecimiento de la compañía y sus subsidiarias.
En 2011 SEB Investment anunció que la compañía vendería el edificio.
En 2015 se anunció de nuevo que SEB Investment vendería el edificio, pero el plan de disposición fue cancelado posteriormente mientras que la compañía experimentaba un cambio de la propiedad y de la gerencia. La propiedad está actualmente en manos de Savills Fund Management (anteriormente conocido como SEB Investment GmbH).